# رزی (خواننده)
رُزان پارک (به انگلیسی: Roseanne park، زادهٔ ۱۱ فوریه ۱۹۹۷) که بیشتر با نام هنری رُزی (به انگلیسی: Rosé) شناخته می‌شود، خواننده و رقصندهٔ کره‌ای-نیوزیلندی است که در کره جنوبی فعالیت می‌کند. او که در نیوزیلند به دنیا آمد و در استرالیا بزرگ شد، در سال ۲۰۱۲ و به دنبال موفقیت در آزمون ورودی وای‌جی انترتینمنت، با این کمپانی قرارداد امضا کرد و پس از گذراندن چهار سال دوره کارآموزی، در اوت سال ۲۰۱۶ به‌عنوان عضوی از گروه دخترانهٔ بلک‌پینک، وارد دنیای موسیقی شد.
رزی فعالیت انفرادی خود را در مارس ۲۰۲۱، با آلبوم تک‌آهنگ آر آغاز کرد. این آلبوم در هفته اول انتشار، به ۴۴۸٬۰۸۹ نسخه فروش رسید که بالاترین مقدار برای یک تک‌خوان زن کره‌ای بود. همچنین تک‌آهنگ آغازین این آلبوم «روی زمین» برای اولین بار از یک سولوئیست کی پاپ در صدر چارت ۲۰۰ آهنگ جهانی بیلبورد قرار گرفت.

## زندگی و حرفه

### ۱۹۹۷ تا ۲۰۱۵: اوایل زندگی و حرفه
رزان پارک (با نام کره‌ای پارک چه یونگ؛ کره‌ای: 박채영) در ۱۱ فوریه ۱۹۹۷ در آوکلند نیوزیلند از والدین کره‌ای مهاجر متولد شد. او یک خواهر بزرگ‌تر از خود دارد. در سال ۲۰۰۴ و در سن هفت سالگی، رزی به همراه خانواده‌اش به ملبورن استرالیا نقل مکان کرد. او در کالج متوسطه کنتربری تحصیل کرده است. رزی در کودکی خوانندگی و نواختن گیتار را آغاز کرد و عضو گروه کر کلیسا بود.
در سال ۲۰۱۲ درحالی‌که ۱۵ سال داشت، به پیشنهاد پدرش در آزمون استعدادیابی وای‌جی اینترتینمنت که در سیدنی استرالیا برگزار می‌شد، شرکت کردو از بین ۷۰۰ نفر شرکت کننده، نفر اول شد. او در عرض دو ماه تحصیل در استرالیا را رها کرد و قرارداد خود با این ناشر را امضا و به سئول نقل مکان کرد.رزی در در ابتدا به دلیل دوری و دشواری خواننده شدن در خارج از کشور پیشنهاد پدرش را یک شوخی فرض کرد و در مصاحبه ای اظهار کرد:
«در استرالیا هرگز فکر نمی‌کردم که روزی خواننده شوم، خصوصاً یک ستارهٔ کی-پاپ… آنقدر دورتر از کره زندگی می‌کردم که این احتمال هیچ‌گاه به ذهنم خطور نکرد.»
 در همان سال به رزی فرصتی داده شد تا در آهنگ"without you" از آلبوم "one of a kind"با جی دراگون دیگر هنرمند کمپانی وایجی همکاری کند. نام او در زمان انتشار این آهنگ منتشر نشد و بعدها پس از معرفی به عنوان عضوی از بلک پینک به عنوان خواننده آهنگ معرفی شد.این آهنگ در چارت گائون کره جنوبی در رتبه دهم و در چارت بیلبورد هات ۱۰۰ کی پاپ کره در رتبه پانزدهم قرار گرفت.

### ۲۰۱۶ تا ۲۰۲۲: شروع به کار با بلک‌پینک و آلبوم آر
رزی به مدت چهار سال در وای‌جی انترتینمنت آموزش دید تا اینکه در ۲۲ ژوئن ۲۰۱۶ به عنوان چهارمین عضو بلک‌پینک معرفی شد. گروه در ۸ اوت ۲۰۱۶، با آلبوم تک‌آهنگ اسکوئر وان شروع به کار کرد که شامل تک‌آهنگ‌های «whistle» و «بوم‌بایا» است.
رزی در برنامه‌های مختلفی مثل پادشاه خواننده نقابدار شرکت کرد. آواز او در این برنامه، با استقبال گرم تماشاگران مواجه شد؛ رزی در این باره گفت: «نمی‌دانستم تماشاگران آواز خواندنم را دوست خواهند داشت یا نه» و اینکه از این نتیجه مثبت، احساس خوشحالی و آسودگی می‌کند. او سپس به عنوان اجراکننده، در فصل دوم برنامه Fantastic Duo ظاهر شد.
در یک ژوئن ۲۰۲۰ اعلام شد پس از انتشار اولین فول آلبوم کره ای بلک پینک رزی فعالیت خود را به عنوان سولوئیست آغاز خواهد کرد.در ۳۰ دسامبر ۲۰۲۰ وای‌جی در مصاحبه‌ای با رسانه کره‌ای osen فاش کرد که فیلمبرداری اولین موزیک ویدئو او اواسط ژانویه ۲۰۲۱ آغاز می‌شود.
آلبوم تک‌آهنگ رزی به نام 'آر در ۱۲ مارس ۲۰۲۱ منتشر شد. موزیک ویدئو آهنگ اصلی آلبوم، on the ground به ۴۱٬۶ میلیون بازدید در ۲۴ ساعت اول دست یافت و رکورد هشت ساله ترانه جنتلمن از سای را برای پربازدیدترین موزیک ویدئو از یک سولوییست کره‌ای در ۲۴ ساعت اول شکست. on the ground به رتبه ۷۰ در چارت بیلبورد هات صد رسید و به عنوان بالاترین رتبه یک آهنگ از سولوییست زن کره‌ای در این چارت دست یافت. این آهنگ همچنین برای اولین بار توسط یک سولوییست کره ای به رتبه یک چارت‌های ۲۰۰ آهنگ جهانی بیلبورد و بیلبورد جهانی به استثنای ایالات متحده دست یافت. با این دستاوردها او موفق به ثبت دو رکورد گینس شد ازجمله تبدیل شدن به اولین هنرمندی که هم به‌طور انفرادی و هم بخشی از گروه به رتبه یک این چارت دست میابد و همچنین پربازدیدترین موزیک ویدئو در ۲۴ ساعت نخست از یک سولوئیست کره ای.
آر همچنین رکورد بیشترین فروش هفته اول توسط یک سولوییست زن کره‌ای با ۴۴۸٬۰۸۹ نسخه فروش به ثبت رساند. در ۲۴ مارس رزی اولین بُرد خود در برنامه کره‌ای شو چمپین برای «on the ground » به دست آورد. این ترانه در مجموع به ۶ بُرد در موزیک شوهای کره دست یافت. در ۵ آوریل موزیک ویدئو دومین آهنگ آلبوم به نام gone منتشر شد.
در ۱۶ سپتامبر ۲۰۲۲ hard to love در سبک دیسکو-پاپ که توسط رزی خوانده شد به عنوان پنجمین قطعه از دومین آلبوم استودیویی بلک‌پینک بورن پینک منتشر شد. همچنین او در نوشتن ترانه «یه یه یه» چهارمین قطعه از born pink مشارکت داشت.

### ۲۰۲۳ تا کنون: بلک‌لیبل
در ۵ دسامبر ۲۰۲۳ وای‌جی انترتینمنت اعلام کرد که رزی به همراه سایر اعضای بلک‌پینک قرارداد خود برای فعالیت‌های گروهی را با این کمپانی تمدید کرده است و قرادادهای فردی اعضا هنوز در دست بررسی است؛ به دنبال آن وای‌جی انترتینمنت در ۲۹ دسامبر ۲۰۲۳ تأیید کرد که رزی و بقیه اعضای گروه توافق کردند که فعالیت‌های فردی خود را با این لیبل ادامه ندهند.
در ۱۱ فوریه ۲۰۲۴ رزی به مناسبت تولدش به انتشار موسیقی جدید از خود اشاره کرد و قسمتی از قطعهٔ پیش روی جدید به نام vampirehollie را به اشتراک گذاشت.در ۴ آوریل او ترانه ای به نام final love song برای شو رقابتی I-Land 2: N/a منتشر کرد.
در ۱۷ ژوئن بلک لیبل کمپانی وابسته به وایجی انترتینمنت که توسط تدی پارک پرودیوسر اصلی بلک‌پینک تأسیس شده فاش کرد که در حال مذاکره با رزی برای ثبت قرارد انحصاری هستند؛ روز بعد تأیید شد که او قراردادی مدیریتی با این لیبل امضا کرده.
در تاریخ ۱۸ اکتبر ۲۰۲۴، رزی تک آهنگ خود به نام ای‌پی‌تی. (ترانه)(Apt.) را با همکاری برونو مارس منتشر کرد.

## سایر فعالیت‌ها
در سال ۲۰۱۸، رزی به همراه جیسو به عنوان مدل برند لوازم آرایشی کره ای کیس می انتخاب شدند.اکتبر ۲۰۱۹ او به عنوان مدل تبلیغاتی بازی پرفکت ورلد معرفی شد.و در اگوست ۲۰۲۱ رزی مدل برندهای کره ای 5252 BY OIOI و OIOI کالکشن شد. دسامبر ۲۰۲۱ او همکاری خود با اپلیکیشن خواب و مدیتیشن Calm اعلام کرد؛ فوریه ۲۰۲۱ رزی در کنار بازیگر یو جین گو به عنوان مدل تبلیغاتی فروشگاه کره ای هوم پلاس برای تبلیغات ۲۵ سالگی این برند انتخاب شد. در ژوئیه ۲۰۲۰ رزی توسط آنتونی واکارلو به عنوان اولین سفیر جهانی ایو سن لوران در طی ۵۹ سال گذشته اعلام شد؛ و وی چهره جهانی کمپین پاییزه ۲۰۲۰ این برند شد. ژانویه ۲۰۲۱ او به عنوان مدل لوازم آرایش لوکس ایو سن لوران معرفی شد. سپتامبر ۲۰۲۱ رزی در مت گالا؛ رویدادی که هرساله برای جمع‌آوری کمک‌های مالی در موزه هنر متروپلیتن شهر نیویورک برگزار می‌شود شرکت کرد. حضور او و رپر سی ال آن‌ها را به اولین هنرمندان زن کره ای تبدیل کرد که در این رویداد شرکت کردند.
در آوریل ۲۰۲۱ رزی سفیر جهانی برند جواهرات تیفانی اند کو شد او در کمپین دیجیتالی tiffany hardwear ۲۰۲۱ شرکت کرد و اظهار داشت: من همیشه دوست داشتم از جواهرات تیفانی استفاده کنم این که بخشی از یک برند نمادین باشم که برای مدت طولانی بخشی از زندگی من بوده آن را برای من خاص تر می‌کند من بسیار مفتخر و هیجان زنده ام که بخشی از کمپین hardwear هستم. مارس ۲۰۲۲ رزی چهره تبلیغاتی کمپین tiffany hardwear شد.
در سپتامبر ۲۰۲۳ رزی به همراه کیلیان امباپه و لوئیس همیلتون در کمپین ۱۲۵ سالگی ریمووا Never still 4 به عنوان جدیدترین سفیر جهانی این برند حضور پیدا کرد؛ آوریل ۲۰۲۴ عکس‌های جدید او با همکاری ریمووا برای کالکشن جدید این برند در مجله Dazed کره منتشر شد.
ژوئن ۲۰۲۴ رزی به عنوان سفیر جهانی پوما معرفی شد.

## تأثیرات و محبوبیت
تا نوامبر سال ۲۰۲۳، رزی با بیش از ۷۴ میلیون دنبال‌کننده در اینستاگرام، بعد از سه عضو دیگر بلک‌پینک چهارمین آیدل کیپاپ با بیشترین دنبال‌کننده است. او از سال ۲۰۱۸، در فهرست شهرت برند سلبریتی‌های زن مؤسسه تحقیقات تجارت کره ظاهر شد، این فهرست نشان دهنده جستجوهای اینترنتی و تأثیرگذاری هنرمندان کره‌ای است. رزی همچنین جزو ۱۰ رده اول این فهرست جای گرفته است. در مقاله ای که توسط مجله تایمز در اکتبر ۲۰۲۱ دربارهٔ موج کره ای در موسیقی، مد و تلویزیون منتشر شد از رزی به عنوان یکی از مهم‌ترین و تاثیرگذارترین افراد نام برده شد که به عنوان عضوی از بلک‌پینک آغاز به کار کرده و اکنون یک فرد تأثیر گذار در دنیای مد در سطح جهانی محسوب می‌شود.
با کمک حضور رزی کلکسیون تابستانه زنان برند ایو سن لوران در یک روز ۲۷٬۳میلیون بازدید در یوتیوب، ۱۱میلیون بازدید دراینستاگرام و فیس بوک ۳۰٬۶میلیون بازدید در ویبو کسب کند. ویدئو کلکسیون بهاره-تابستانه سن لوران پس از نمایش رزی در این ویدئو به ۱۰۰ میلیون بازدید رسید.
او همچنین تأثیر قابل ملاحظه ای بر دیگر هنرمندان موسیقی داشته است؛ ۱۰ فوریه ۲۰۲۳ او ترانه until i found you از استفان سانچز را به مناسبت تولدش بازخوانی کرد که در رتبه یک چارت hot trending songs بیلبورد قرار گرفت و باعث افزایش ۸ درصدی شنوندگان نسخه اصلی این آهنگ در ایالات متحده شد.

## ترانه‌شناسی

### آلبوم‌های تک‌آهنگ
| عنوان | جزئیات                                                                                     | بالاترین جایگاه جدول | بالاترین جایگاه جدول | بالاترین جایگاه جدول | بالاترین جایگاه جدول | فروش‌ها         | گواهی‌نامه‌ها           |
| عنوان | جزئیات                                                                                     | KOR                  | CRO                  | JPN Cmb.             | UK Phy.              | فروش‌ها         | گواهی‌نامه‌ها           |
| ----- | ------------------------------------------------------------------------------------------ | -------------------- | -------------------- | -------------------- | -------------------- | -------------- | --------------------- |
| آر    | - انتشار: ۱۲ مارس ۲۰۲۱ - ناشر: وای‌جی، اینترسکوپ - فرمت: سی‌دی، دانلود دیجیتال، استریم، ال‌پی | ۲                    | ۱۰                   | ۴۰                   | ۴                    | - KOR: 936,797 | - کی‌ام‌سی‌ای: ۳× پلاتین |

### تک‌آهنگ‌ها
| عنوان                                                                   | سال  | بالاترین جایگاه جدول | بالاترین جایگاه جدول | بالاترین جایگاه جدول | بالاترین جایگاه جدول | بالاترین جایگاه جدول | بالاترین جایگاه جدول | بالاترین جایگاه جدول | بالاترین جایگاه جدول | بالاترین جایگاه جدول | بالاترین جایگاه جدول | فروش‌ها                   | آلبوم |
| عنوان                                                                   | سال  | KOR                  | KOR Billb.           | AUS                  | CAN                  | HUN                  | MLY                  | SGP                  | UK                   | US                   | WW                   | فروش‌ها                   | آلبوم |
| ----------------------------------------------------------------------- | ---- | -------------------- | -------------------- | -------------------- | -------------------- | -------------------- | -------------------- | -------------------- | -------------------- | -------------------- | -------------------- | ------------------------ | ----- |
| «روی زمین»                                                              | ۲۰۲۱ | ۴                    | ۳                    | ۳۱                   | ۳۵                   | ۶                    | ۱                    | ۱                    | ۴۳                   | ۷۰                   | ۱                    | - US: 7,500 - WW: 29,000 | آر    |
| «رفته»                                                                  | ۲۰۲۱ | ۶                    | ۵                    | ۶۳                   | ۷۷                   | ۹                    | ۱                    | ۲                    | —                    | —                    | ۲۹                   | - WW: 25,000             | آر    |
| «—» مواردی را نشان می‌دهد که در آن کشور منتشر نشده یا به جدول نرسیده‌اند. |      |                      |                      |                      |                      |                      |                      |                      |                      |                      |                      |                          |       |

### تک‌آهنگ‌های تبلیغاتی
| عنوان                                     | سال  | آلبوم                      |
| ----------------------------------------- | ---- | -------------------------- |
| «Final Love Song» (همراه آی-لند ۲: ان/ای) | ۲۰۲۴ | تک‌آهنگ تبلیغاتی بدون آلبوم |